# Glacera dels Nantillons
La Glacera dels Nantillons (en francès: glacier des Nantillons) és una glacera francesa situada als Alps. Comença a 3.292 m d'altitud, al coll dels Nantillons, i s'acaba cap a 2.500 m. La glacera pot dividir-se en dues parts, la part superior, semblant a una glacera suspesa, ben visible, i la part inferior, menys abrupta, la llengua terminal. Com la glacera de Blaitière i la glacera dels Pélerins, es va crear a la Petita Edat de Gel de grans morrenes, que emmascaren la part baixa de la glacera.

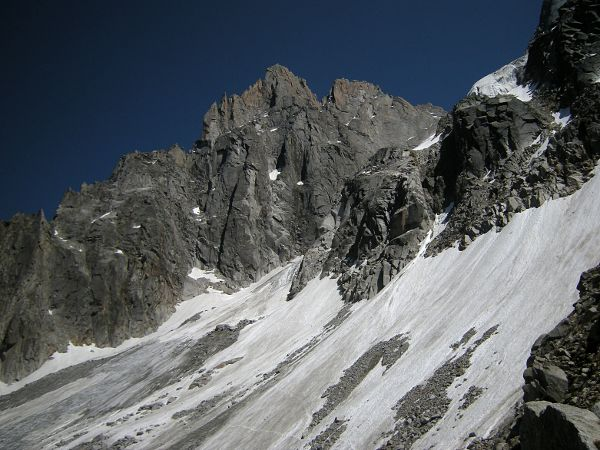
Part inferior de la glacera dels Nantillons al peu de l'agulla dels Grans Charmoz